# Poniklecová lúčka
Poniklecová lúčka je přírodní rezervace v oblasti Latorica.
Nachází se v katastrálním území obce Malý Horeš v okrese Trebišov v Košickém kraji. Území bylo vyhlášeno či novelizováno v roce 1964 na rozloze 0,4 ha. Ochranné pásmo nebylo stanoveno.